# Kerkhof van Ooike
Het Kerkhof van Ooike is een gemeentelijke begraafplaats in het Oost-Vlaamse dorp Ooike, een deelgemeente van Wortegem-Petegem. Het kerkhof ligt rond de Sint-Amanduskerk.

## Oorlogsgraven

### Belgische graven
Op het kerkhof worden 5 Belgische militairen herdacht die sneuvelden in de Eerste Wereldoorlog.

### Britse graven
Op het kerkhof liggen 5 Britse gesneuvelden uit de Tweede Wereldoorlog. Twee van hen vielen tijdens de Duitse opmars in mei 1940 en drie gedurende het geallieerde eindoffensief in september 1944. Hun graven worden onderhouden door de Commonwealth War Graves Commission en staan er geregistreerd onder Ooike Churchyard.